# Cissus aristata
Cissus aristata är en vinväxtart som beskrevs av Carl Ludwig von Blume. Cissus aristata ingår i släktet Cissus och familjen vinväxter. Inga underarter finns listade i Catalogue of Life.